# Islotes Pichón
Die Islotes Pichón (spanisch) sind eine Gruppe kleiner Inseln im Palmer-Archipel westlich der Antarktischen Halbinsel. In der Gruppe der Melchior-Inseln liegen sie unmittelbar südlich der Ostseite der Etainsel. 
Argentinische Wissenschaftler benannten sie. Der weitere Benennungshintergrund ist nicht überliefert.